# 逆著風
《逆著風》是一部以馬拉松為題材的澳門獨立電影，其戲名寓意在逆境中乘風而上的不屈鬥志及毅力，屬勵志喜劇。

## 故事簡介
故事講述一名肥仔和窮鬼，在台灣不得已的情況下參加一次長跑，包尾的肥仔衝線時竟獲得英雄式歡呼，此後變得充滿自信，並要求窮鬼一起參加年終的澳門國際馬拉松，兩人在訓練過程中爆出很多笑點，同時透過馬拉松訓練和比賽的心路歷程，展現青年人在追尋理想的過程中普遍會遇到的問題，從而引發思考，傳遞正能量。

## 製作
2013年12月，導演花天亮跑完人生第一場馬拉松後萌生拍電影的念頭，2014年開始組班並編寫劇本，2015年5月於台灣綠島正式開鏡拍攝，同年獲環保遠足者及澳門體育局准許以“路環山路賽”和“澳門國際馬拉松”進行實景拍攝。2016年初完成整個拍攝並進行後期製作，並於2016年11月11日於銀河UA首映，2016年11月18至20日於永樂戲院上映，2017年1月18日獲香港猛龍會邀請為盲和聾的跑手舉行慈善籌款，並於尖沙咀UA iSquare首映。

## 主要演員
| 演員         | 角色            |
| ------------ | --------------- |
| 羅導謙       | 羅國暉 (人字拖) |
| 麥振濤       | 張志澄 (肥橙)   |
| 齊海月       | 張思晴          |
| August Penco | 大隻仔          |
| 陳璟威       | 阿光            |

## 花絮
劇中的20公里山路賽是虛構的，原來的環保遠足者是以四人一組，全體完成10公里或30公里的賽事。
劇中的金句：「跑馬拉松不是求快，誰能堅持到最後便是贏家。」引起不少跑友的共鳴，也是人生追求夢想的寫照。

## 外部連結
- Facebook Page